# Spectral (film)
Pour plus de détails, voir Fiche technique et Distribution.
Spectral est un film de science-fiction américain en relief  réalisé par Nic Mathieu diffusé le 9 décembre 2016 sur Netflix.

## Synopsis
En Moldavie plongé en pleine guerre civile, une unité de la SEAL Team 6 est anéantie durant sa mission dans la capitale Chișinău par des entités à l’apparence surnaturelles extrêmement dangereuses. Une unité spéciale de la Delta Force dirigée par la CIA est envoyée enquêter sur ces entités accompagnée d'un scientifique de la DARPA pour aider à comprendre le phénomène.

## Fiche technique
- Titre international : Spectral
- Réalisation : Nic Mathieu
- Genre : Action, fantastique, science-fiction
- Scénario : Ian Fried, John Gatins et George Nolfi
- Direction artistique : Tom Meyer
- Décors : John Collins
- Costumes : Anna Tibboel et Heidi Howell
- Photographie : Giles Keyte
- Son :
- Montage : Gabor Barany
- Musique : Junkie XL
- Production :
- Sociétés de production : Legendary Pictures, Columbia Pictures, Metro-Goldwyn-Mayer, Participant Media et Imagenation Abu Dhabi
- Distribution :  Universal Pictures
- Budget :
- Pays d’origine :  États-Unis
- Langue : Anglais
- Format : Couleur
- Genre : Film de science-fiction
- Durée : 107 minutes
- Dates de sortie : 9 décembre 2016
- Mondial : 9 décembre 2016 sur Netflix

## Distribution
- James Badge Dale (VFB : Simon Duprez) : Dr. Mark Clyne
- Emily Mortimer (VFB : Karin Clercq) : Fran Madison
- Max Martini (VFB : Erik Stouvenaker) : le major Sessions
- Bruce Greenwood (VFB : Jean-Michel Vovk) : le général Orland
- Gonzalo Menendez (VFB : Michelangelo Marchese) : le capitaine Marco Cabrera
- Clayne Crawford (VFB : Philippe Allard) : le sergent Toll
- Cory Hardrict (VFB : Maxime Van Santfoort) : le sergent Alessio
- Stephen Root (VFB : Michel Hinderyckx) : Dr. Mindala
- Ryan Robbins : le sergent Comstock
- Louis Ozawa Changchien : le sergent Chen
- Jimmy Akingbola : le sergent Steve McFadden
- Dylan Smith : Talbot
- Philip Bulcock :le sergent Chris Davis
- Royce Pierreson : le sergent Lilo Diaz
- Ursula Parker : Sari
- Aaron Serban : Bogdan

Version française
- Direction artistique : Frédéric Meaux
- Adaptation française : Eugénie Delporte

## Pré-production
Nic Mathieu, réalisateur de films publicitaires, remplace ici Joachim Rønning et Espen Sandberg, initialement pressentis mais occupés à la préparation de Pirates of the Caribbean: Dead Men Tell No Tales .